# 五十嵐恒夫
五十嵐 恒夫（いがらし つねお、1932年 - 2024年）は、日本の農学者。農学博士。北海道大学名誉教授。北海道のキノコの権威。北海道自然環境保全審議会会長、北海道森林審議会会長、北海道国土利用計画審議会会長、北海道林木育種協会会長などを歴任。
1960年北海道大学農学博士。論文は「北海道針葉樹生立木の腐朽・腐朽菌の培養的性質ならびにトドマツ・エゾマツ材の比較抵抗力に関する研究 」。

## 来歴・人物
北海道出身。1955年、北海道大学農学部林学科卒業。造林学、森林病理学の立場から菌類を研究。80年代、90年代にそれぞれ264種、266種のキノコを収録した図鑑を発表し、さらに2006年、800種のキノコを収録したキノコ図鑑を発表した。現在は、アマチュアのキノコ研究会の指導にもあたっている。北海道札幌東高等学校生物部（当時はアドニス会）の初代部長で、二代目は阿部実（元赤阪クリニックの医長）、三代目が近藤浩（医療社団法人近藤整形外科医院理事長・院長）であり、近藤浩の先輩には塩川信（元東高校教諭）、小林恒明（故京都大学教授）がいた。

## 著書
- 北海道緑の環境づくり　北海道国土緑化推進委員会　1984
- 北海道のキノコ　北海道新聞社　1988
- 続 北海道のキノコ　北海道新聞社　1993
- 北海道のキノコ　北海道新聞社　2006